# Stephen Hicks

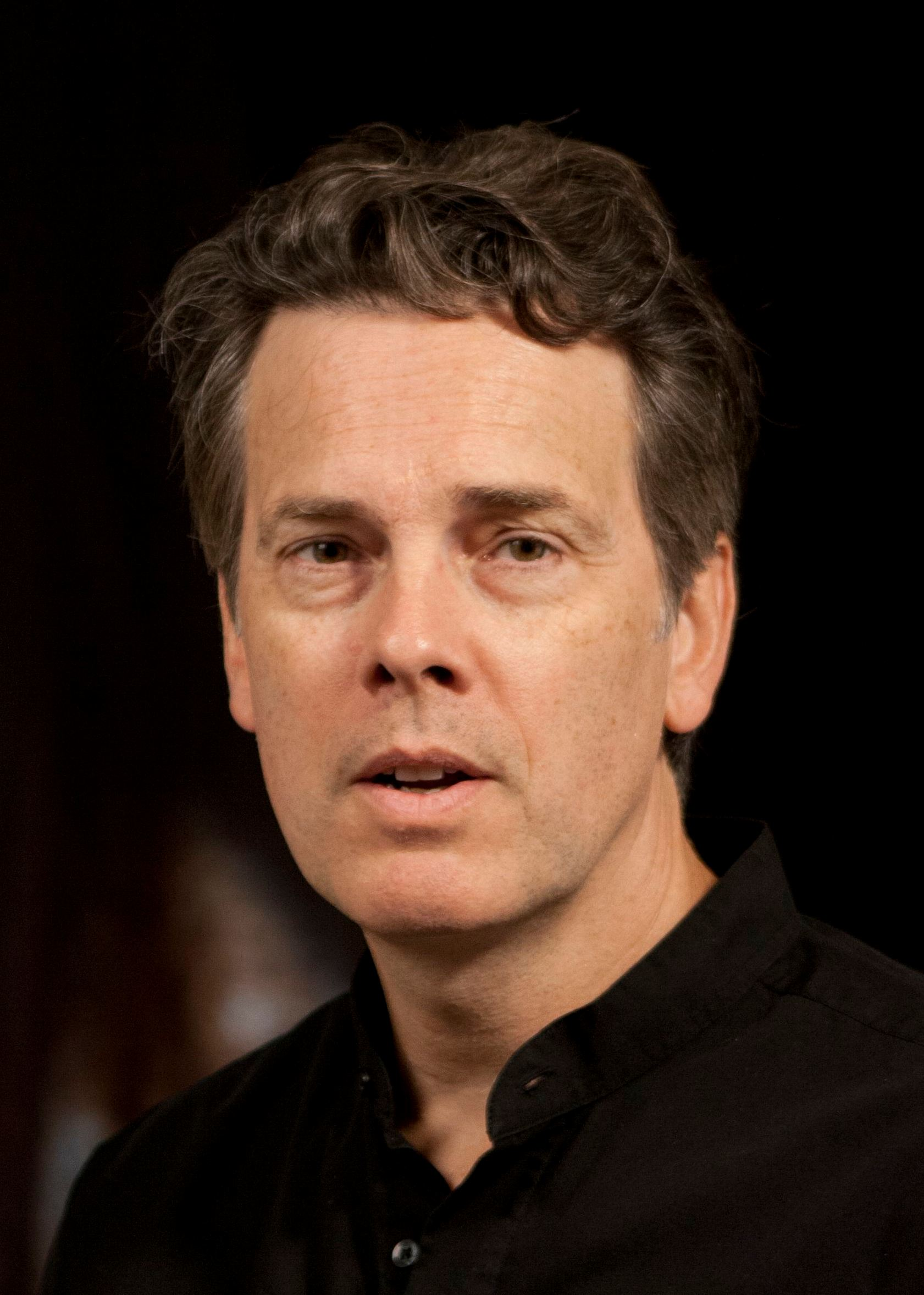
Stephen Hicks nel 2013.

Stephen Ronald Craig Hicks (Toronto, 19 agosto 1960) è un filosofo canadese.

## Biografia
Hicks ottenne il suo Bachelor of Arts e il suo Master of Arts in Filosofia presso l'Università di Guelph, e il suo Ph.D. nel 1991 presso l'Università dell'Indiana. La sua tesi di dottorato fu una difesa del fondazionalismo.
È attualmente docente presso la Rockford University in Illinois, dove dirige anche il "Center for Ethics and Entrepreneurship".
Di formazione analitica, Hicks si considera un oggettivista, ed è attivo nei campi dell'epistemologia e dell'etica professionale. Egli è, inoltre, fortemente critico nei confronti del postmodernismo che, a suo giudizio, oltre ad essere una filosofia degenerata, costituisce anche una minaccia alla libertà di parola nei campus universitari.

## Pubblicazioni
Hicks è autore di quattro libri e un documentario. In Explaining Postmodernism, pubblicato nel 2004, sostiene che il postmodernismo può essere meglio compreso come una strategia retorica di intellettuali e accademici di estrema sinistra, sviluppatasi in reazione al fallimento, empirico e morale, delle ideologie del socialismo e del comunismo. «Colpisce il fatto – secondo Hicks – che i maggiori postmodernisti (Michel Foucault, Jacques Derrida, Jean-François Lyotard, Richard Rorty) siano tutti politicamente di estrema sinistra. Ed è sorprendente che tutti e quattro siano filosofi che hanno raggiunto conclusioni profondamente scettiche sulla nostra capacità di arrivare a conoscere la realtà. Una delle mie quattro tesi sul postmodernismo è che esso si sviluppa da una doppia crisi: una crisi nella filosofia della conoscenza e una crisi nella politica di sinistra del socialismo».
Il suo documentario, Nietzsche and the Nazis, è un esame delle radici ideologiche e filosofiche del Nazismo, ed in particolare si concentra su come alcune idee di Friedrich Nietzsche siano state usate, e in alcuni casi abusate, da Adolf Hitler e dai nazisti per giustificare le loro convinzioni e le loro pratiche. «In diversi aspetti significativi – asserisce Hicks – i nazisti furono precisi nel citare Nietzsche come uno dei loro progenitori ma ritengo che, per molti altri aspetti, Nietzsche sarebbe stato inorridito dall'uso che i nazisti fecero della sua filosofia».  Rilasciato nel 2006 come un video-documentario, il contenuto è stato poi adattato nel 2010 nell'omonimo libro.
Inoltre, Hicks ha pubblicato articoli e saggi su una varietà di soggetti, inclusi l'imprenditorialità, la libertà di parola nel mondo accademico, la storia e lo sviluppo dell'arte moderna, l'oggettivismo di Ayn Rand (pensatrice a cui Hicks si sente notevolmente affine), l'etica professionale e la filosofia dell'educazione, incluse una serie di lezioni su YouTube.
Hicks è anche co-editore, con David Kelley, di un testo sul pensiero critico, The Art of Reasoning: Readings for Logical Analysis, pubblicato nel 1998, e di Entrepreneurial Living, pubblicato nel 2016 con Jennifer Harrolle.